# آیینه جام: شرح مشکلات دیوان حافظ
آیینه جام: شرح مشکلات دیوان حافظ کتابی از عباس زریاب خویی است که در سال ۱۳۶۸ منتشر و در مراسم کتاب سال جمهوری اسلامی ایران به‌عنوان کتاب برگزیده معرفی شد.